# Aichi M6A
Aichi M6A (яп. 晴嵐 «Сейран» («Гірський туман»)) — катапультний поплавковий бомбардувальник-торпедоносець для підводних човнів Імперського флоту Японії періоду Другої світової війни.

## Історія створення

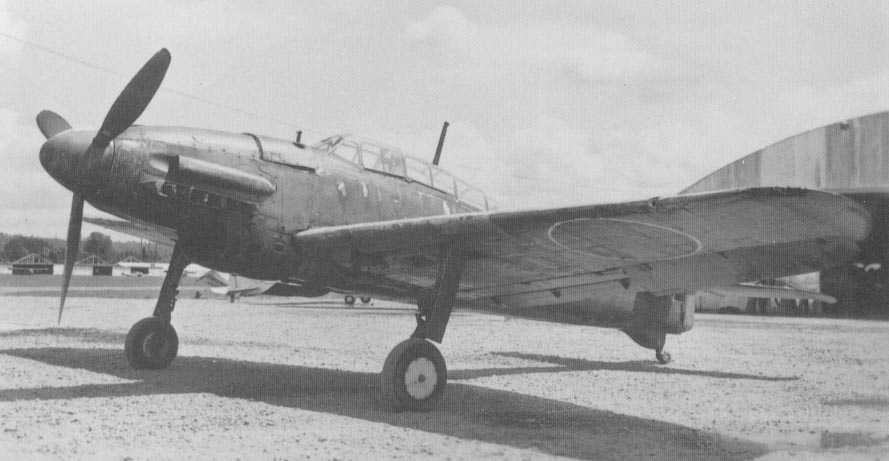
Прототип M6A1-K з колісним шасі

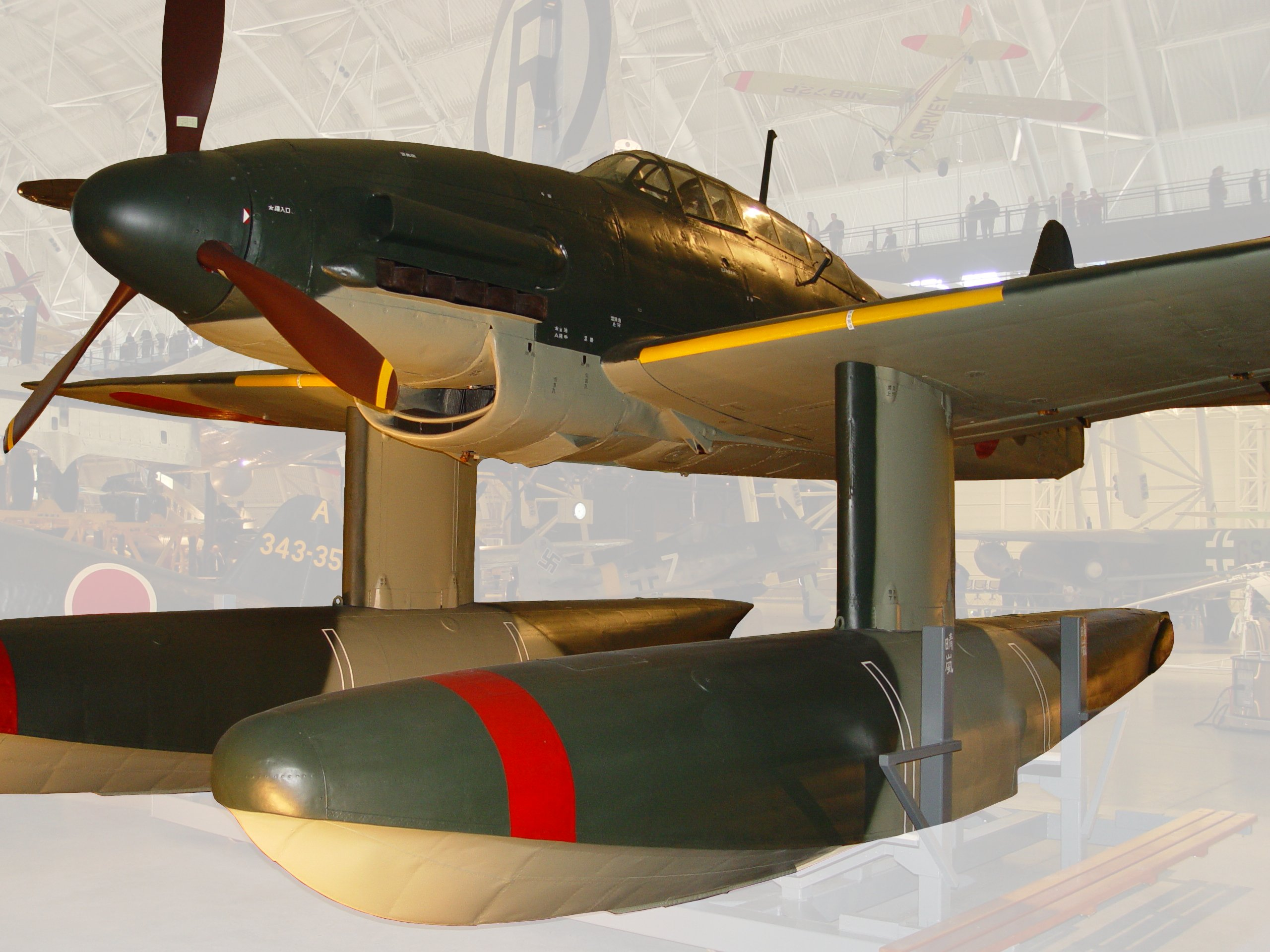
M6A1 в Національному музеї авіації і космонавтики США

Ідея створення літака, який запускався би з підводного човна, виникла ще в період Першої світової війни і активно розглядалась у міжвоєнний період. Найбільших успіхів у даному напрямку досягла Японія, яка змогла побудувати літак, який був би здатним не тільки вести розвідку, але й бути повноцінним ударним літаком.
Проєкт під кодовою назвою «Сенсуікан-Току», почав реалізовуватись у 1936 році в умовах надзвичайної секретності, тому американці дізнались про нього тільки після війни. Проєкт передбачав побудову 18 величезних підводних човнів типу I-400 з підводною водотоннажністю 4,500 тонн і швидкістю 14 вузлів (26 км/г), які були призначені для транспортування літаків, які мали завдавати ударів по американських містах, недосяжних для звичайних бомбардувальників. Для цього підводний човен повинен був оснащуватись великим герметичним ангаром в який мали б поміщатись два літаки і катапультою на верхній палубі. Через потребу в більш простих човнах замовлення I-400 було зменшено до п'яти одиниць.

Командування флоту вважало, що успіх проєкту цілком залежатиме від можливостей літака, який мав поєднувати високу швидкість, яка дозволяла би уникнути перехоплення, з великою дальністю польоту.
У травні 1942 року було сформульоване технічне завдання «17-Shi», відповідно до якого літак мав мати дальність польоту до 1500 км і який би міг (зі складеними крилами) поміститись в ангарі діаметром 3,5 м. Розробку було доручено фірмі «Aichi», проєктом під заводським номером AM-24 керував інженер Норіо Озакі.
Незважаючи на незвичність задачі, при розробці літака суттєвих проблем не виникало. Він був одним з небагатьох літаків, оснащених двигуном рідинного охолодження Aichi Atsuta 32 — ліцензійним варіантом «Даймлер-Бенц DB 601». Це був суцільнометалевий моноплан (за винятком фанерної обшивки кінцівок крила та тканинної обшивки рульових поверхонь) з нижнім розташуванням крила та двопоплавковим шасі, які знімались при розміщенні літака в ангарі. Страт літака здійснювався за допомогою катапульти підводного човна, як з поплавками, так і без них (у цьому випадку літак був одноразового застосування).
Екіпаж складався з 2 чоловік — пілота та стрільця-радіооператора, який обслуговував розташований встановлений в задній частині кабіни 13-мм кулемет «Тип 2». Наступальне озброєння включало 850-кг торпеду або одну 800-кг бомбу або дві 250-кг бомби. Літак мав ретельно пропрацьовану аеродинаміку. Механізм складення крил і хвоста був доволі заплутаним: крила складались вздовж фюзеляжу, горизонтальні поверхні хвоста зміщувались вниз, а вертикальні на праву сторону. Незважаючи на це, тренована команда могла привести літак в бойову готовність менш ніж за 7 хвилин. Також для можливості складання літака в темноті на важливі краї і елементи було нанесено флуоресцентну фарбу.
На початку 1943 року на заводі «Aichi» в Нагої було закладено 6 літаків M6A1, два з яких (M6A1-K «Нанзан») були з колісними шасі, що прибирались. У листопаді того ж року був збудований перший прототип з двигуном Aichi AE1P Atsusa 30 потужністю 1400 к.с., який розпочав льотні випробування. Точні результати випробувань невідомі, але вони напевне були успішними, оскільки було вирішено запустити літак в серійне виробництво.
Перший серійний літак був збудований у жовтні 1944 року, ще 7 машин (з двигунами Atsusa 31) були готові до 7 грудня 1944 року, коли внаслідок сильного землетрусу завод був сильно пошкоджений. До весни 1945 року виробництво було майже відновлене, але 12 березня був здійснений наліт американської авіації, внаслідок якого завод був частково зруйнований. В липні серійний випуск M6A1 був припинений через проблеми з виготовленням потрібної кількості підводних човнів. Замість 44 запланованих літаків було збудовано 28 (включаючи прототипи та M6A1-K). На останніх 20 літаках використовувався двигун Atsusa 32.

## Тактико-технічні характеристики (M6A1)

### Технічні характеристики
- Екіпаж: 2 особи
- Довжина:11,64 м
- Висота: 4,58 м
- Розмах крила: 12,26 м
- Площа крила: 27,00 м²
- Маса порожнього: 3 300 кг
- Маса спорядженого: 4 050 кг
- Максимальна злітна маса: 4 450 кг
- Навантаження на крило: 149.6 кг/м²
- Двигун: Aichi Atsuta 32
- Потужність: 1 400 к. с.
- Питома потужність: 2.1 кг/к.с.

### Льотні характеристики
- Максимальна швидкість: 474 км/г на висоті 5 200 м
- Крейсерська швидкість: 296 км/г
- Практична дальність: 1 200 км
- Практична стеля: 9 900 м
- Швидкість підйому: на 3 000 м за 5 хв. 48 с.

### Озброєння
- Кулеметне:1 × 13 мм кулемет «Тип 2»
- Бомбове навантаження:
  - 1 х 850-кг торпеда або
  - 1 х 800-кг бомба або
  - 2 х 250-кг бомби

## Модифікації
- M6A1 «Сейран» — серійний; версія морського поплавкового бомбардувальника; двигун Aichi Atsuta 30 або 31 (на перших 8 літаках), Aichi Atsuta 32 (1400 к.с.) на решті, (26 екз.);
- M6A1-K «Нянзан» — прототип; навчально-тренувальний літак з подвійним управлінням та шасі, що прибирається (2 екз.).

## Історія використання
Через затримку у будівництві підводних човнів серії I-400 для розміщення M6A1 пристосували підводні човни класу I-13. Спеціальний загін почав освоєння нової техніки з січня 1945 року.
Спочатку планувалось завдати удару по шлюзах Панамського каналу, пізніше по базі американських авіаносців на атолі Уліті. У серпні 1945 року група вийшла в море, взявши курс на Уліті. Але після отримання повідомлення про капітуляцію Японії наліт був скасований, а літаки, як особливо секретні вироби, затоплені.